# Centro histórico de Goiás
El Centro histórico de Goiás abarca el casco histórico de la ciudad brasileña de Goiás, la antigua capital del estado de Goiás. La preservación de este sitio histórico se inició en 1978 cuando fue incluida como Patrimonio Nacional (Iphan), constaba de alrededor de 486 edificios y unos 1200 activos  tales como muebles y obras de arte. 
La ciudad cuenta con un trazado irregular de influencia medieval, adaptándose a la forma del terreno y con gran arquitectura religiosa. 
La arquitectura civil, diferente de la religiosa, es simple, sin la exuberancia como en otras ciudades brasileñas. Recibió la influencia de la arquitectura portuguesa, en fachadas continuas y  patios interiores muy amplios, adaptados al clima tropical del lugar. 
La ciudad ha experimentado varias reformas durante los últimos años en un esfuerzo por conservar intacto su aspecto colonial. En especial, cuando fue incluida en la lista del Patrimonio por la IPHAN, a partir de lo cual fueron promovidas diversas campañas para preservar todos los aspectos históricos, arquitectónicos y culturales del municipio. 
Entre los edificios existentes actualmente, destacan la iglesia de la Buena Muerte, de la Fontana, la casa de Cora Coralina, la casa del Gobernador, las calles de piedra, la antigua cárcel, la iglesia de Santa Bárbara, las mansiones. 

## Historia
Debido a su ubicación cerca de ciudades mineras, la región donde hoy es la ciudad de Goiás ha sido blanco de muchas exploraciones realizadas por los Bandeirantes. En 1682, Bartolomé Bueno da Silva decidió hacer una expedición desde São Paulo hacia el interior de Brasil. La misión tuvo éxito al encontrar oro cerca del río Rojo, pero debido a la mayor actividad minera en la región de Minas Gerais, el lugar fue abandonado. Sólo en 1721 el hijo de Bartolomé regresó al lugar y fundó la Villa de Arraial de Santana. Para hacer el control de las minas más eficiente, se creó una comarca en el entonces pueblo de Santana, que pasó a llamarse Villa Boa de Goiás. En 1748, fue creada la capitanía de Goiás y la villa se transformó en su capital. 
1. Grupos étnicos

Goiás es una ciudad muy rica desde el punto de vista cultural debido a la mezcla de diferentes etnias nativas, portugueses y, más tarde, africanos. Anteriormente habitada por indígenas, la ciudad de Goiás posee fuerte influencia de esos pueblos nativos: Avás - Canoeiros, Tupi-Guarani y Tapuias. Debido a la minería, la región atrajo a miles de personas de las más variadas regiones de Brasil, que traían junto con ellas un poco de su historia, ayudando así en la formación cultural de la ciudad. 
2. Cerámica 
La cultura de la cerámica es una característica distintiva de la ciudad de Goiás. Esta técnica de modelar la arcilla era muy utilizada por los pueblos indígenas que habitaban la ciudad. Los objetos hechos de cerámica se usaban principalmente para almacenar alimentos, agua y semillas. Esta técnica es muy popular hasta el día de hoy, siendo una herencia dejada por los indios. Las piezas de cerámica reproducen varios aspectos de la cultura local, tanto religiosos, como artísticos y gastronómicos. Las ollas de barro son producidas y utilizadas para cocinar arroz con pequi o empanado goiano, entre otras delicias de la gastronomía de la región. 

## Proyecto de restauración
Las actividades culturales y el turismo han ganado relevancia, y la preservación de los monumentos comenzaron a hacerse realidad. 
Entre ellos, la restauración de las iglesias Santa Bárbara y la Matriz de Santana y el Museo de Arte Sacro, la eliminación de postes y cables eléctricos, ahora soterrados, y la elaboración de inventarios de los bienes históricos de la ciudad. 
Goiás fue una de las ciudades elegidas en la primera fase del Proyecto Monumental, que financia la restauración a través de préstamos. Se asignó una ayuda para restaurar los monumentos, como el Mercado Viejo, el Matadero y el Cuartel, y la recuperación de la zona del río Rojo. Los propietarios de viviendas afectadas podían obtener préstamos para reformar sus casas. 

## Reconocimiento
La Constitución Federal brasileña prevé, en su artículo 216, el reconocimiento de bienes culturales inmateriales como parte del patrimonio, con responsabilidad de preservación por parte del estado y del conjunto de la sociedad. Además, también determina que el poder público, como también la comunidad, promoverá y protegerá el Patrimonio Cultural Brasileño, por medio de inventarios, registros, vigilancia, protección y desapropiación, y de otras formas de cuidados. Para crear tales formas necesarias y adecuadas al reconocimiento y preservación de bienes culturales inmateriales, tal como lo promulgó el gobierno brasileño en el Decreto n.º 3.551, de 4 de agosto de 2000, instituyendo el Registro de Bienes Culturales de Naturaleza Inmaterial y, asimismo inaugurando el Programa Nacional do Patrimônio Imaterial (PNPI), ejecutado por el Instituto de Patrimônio Histórico e Artístico Nacional (IPHAN). 

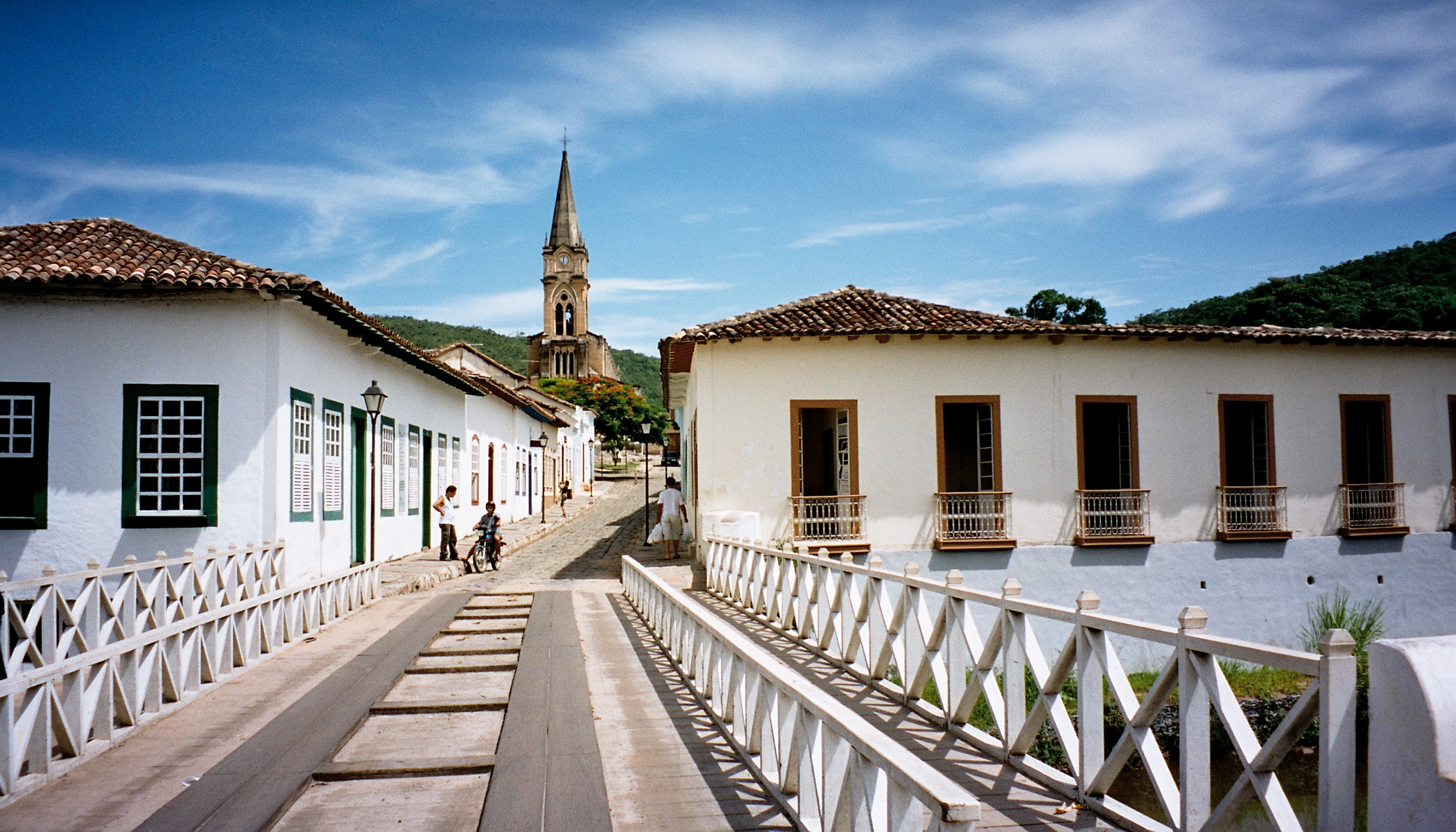
Puente sobre Río Vermelho, Ciudad de Goias -GO, Brasil

Los patrimonios registrados son los bienes culturales inmateriales reconocidos formalmente como Patrimonio Cultural de Brasil. Esos bienes se caracterizan, principalmente, por las prácticas y dominios de la vida social apropiados por individuos y grupos sociales como importantes elementos de su identidad, transmitidos de generación en generación y, frecuentemente recreado por comunidades y grupos en función de su ambiente, su convivencia con la naturaleza y su historia, generando sentimiento de continuidad e identidad; promoviendo, de tal manera, el respeto a la diversidad cultural e a la creatividad humana. 
Los bienes culturales inmateriales pasibles de registro por el IPHAN son aquello que poseen continuidad histórica, además de contar también con relevancia para la memoria nacional y por formar parte de las referencias culturales de los grupos formadores de la sociedad brasileña. 

El profesor de Derechos Culturales del Programa de Posgrado en Derecho Constitucional, Francisco Humberto Cunha Filho, afirma que el registro de esos bienes culturales es
“[...] una perennización simbólica de los bienes culturales. Esta perennización se hace por diferentes medios que posibilitan a las futuras generación o conocimiento de los diversos estadios por los que pasó el bien cultural.” 
El registro se basa em el concepto de que se trata de una acción del Poder Público con la finalidad de identificar, reconocer y valorar tales manifestaciones culturales, los lugares donde estas ocurren, sus saberes y las formas de expresión de los diferentes grupos que forman la sociedad brasileña, sobre todo, considerando el binomio mutación-continuidad histórica del patrimonio cultural inmaterial.  

### El proceso de registro en Goiás
Los primeros registros de preservación del centro histórico de Goiás tuvieron lugar en los años 1950, cuando el IPHAN realizó el proceso de preservación de algunos de los principales monumentos y algunas secciones de su Centro Histórico de aquella época. Sin embargo, tal desarrollo se enfrentó la desaprobación popular, ya que los habitantes entendían que ese proceso era un factor delimitador para el pleno crecimiento y perfeccionamiento de la ciudad. Empero, la poetisa local Cora Coralina sí entendía que la ciudad, sus recuerdos, su cultura y su patrimonio deberían ser reconocidas y puestas en posición de exaltación, no solo por parte del IPHAN, sino también por parte de la población. la referida poetisa tuvo un papel fundamental para el posterior reconocimiento de la ciudad como patrimonio considerado digno de ser honrado y prestigiado. 
Con la fundación de la OVAT (Organização Vilaboense de Artes e Tradições), en 1965, Elder Camargo de Passos, presidente y fundador de esa organización, entendió y reconoció que Goiás podría prosperar nuevamente por medio del estímulo y desenvolvimiento del legado histórico allí presente, “Nosotros vimos que el futuro de Goiás era su pasado”, alega Camargo. 
En seguida, se realizaron diversas acciones para recuperar la memoria del lugar, como estudios e investigaciones para identificar determinadas manifestaciones folclóricas tradicionales locales. También se procedió a la restauración de diversas edificaciones. Además de eso, también se fundó el Museu de Arte Sacra, instalado en la iglesia de Nossa Senhora da Boa Morte, que posteriormente se transformó en el principal ícono de la ciudad. Otra acción fue la reincorporación de la tradicional Procissão do Fogaréu en la Semana Santa. Al mismo tiempo, se procedió a la reapertura del Gabinete Literário, fundado en 1864, y, por último, la OVAT comenzó a impartir charlas públicas sobre la importancia del patrimonio y de las historias y tradiciones culturales del local. 
Al llegar el año de 1978, todo el Centro Histórico fue catalogado por el IPHAN. En 1983, ese instituto estableció la oficina de la Directoria Regional, lo que hizo evidente su fuerte actuación y presencia local. Salma de Paiva, fue la primera nativa a asumir el cargo de directora de la oficina en el año de 1997; a partir de entonces, ganó fuerza un movimiento que cuyo objetivo era el reconocimiento de la ciudad como Patrimonio de la Humanidad, que, a su vez, incluyó la elaboración de un dossier substancioso en el que se hizo un recuento extensivo de todos los bienes materiales e inmateriales del patrimonio goiano, que además, evidenciaba la alta interacción de la ciudad con el medio ambiente. Como resultado de ese movimiento, se realizaron diversas mejorías en lo que se refiere a las condiciones de conservación de las calles y edificaciones, como, por ejemplo, la sustitución del alambrado aéreo de proveimiento de electricidad e iluminación pública por un sistema subterráneo, además de obras de descontaminación del Río Vermelho. 
El objetivo fue alcanzado en 2001, cuando a la UNESCO le otorgó a Goiás el título de Patrimonio de la Humanidad, además de ampliar el ámbito de catalogación realizado por el IPHAN al incluir una zona en el entorno del centro más antiguo de la ciudad, compuesta, principalmente, de edificaciones del siglo XIX.  
Así describe la UNESCO da la ciudad de Goiás: 
“La ciudad se caracteriza por la armonía de su arquitectura, debido a las proporciones y tipos de los edificios. Al mismo tiempo, la historia de su construcción puede leerse en la variación de los estilos, pasando de la tipología típica des siglo XVII a la arquitectura eclética del siglo XIX. En su perfil y arquitectura, la ciudad histórica de Goiás es un ejemplo superlativo de un modelo de ciudad europea admirablemente adaptada a las características climáticas, geográficas y culturales de América del Sur. Ella representa la evolución de una forma de estructura y arquitectura urbana típica de las fundaciones coloniales en América del Sur, haciendo pleno uso de materiales y técnicas locales y conservando su escenario excepcional. El perfil urbano es un ejemplo de desarrollo orgánico de una ciudad de minería, adaptada a las condiciones locales. A pesar de modesta, tanto la arquitectura pública como la privada forman un todo armónico, gracias al uso corriente de materiales y técnicas vernaculares”. 

## Patrimonio mundial, turismo e desarrollo
Las calles de piedra, palacios, museos y edificios son de los siglos XVII y XVII y hacen de Goiás un lugar internacionalmente reconocido por su historia, cultura y riquezas naturales. 
Goiás es un municipio que realiza diversas actividades culturales y artísticas a lo largo del año. El principal destaque es el Festival Internacional de Cine y Vídeo Ambiental (FICA), que existe hace más de 20 años para promover la cultura audiovisual y la relación con la naturaleza. 
La Serra Dourada posee un parque ambiental donde los visitantes pueden apreciar los recursos rocosos y especies típicas del Cerrado. 
La ciudad de Goiás no logra convertir toda su riqueza histórica y cultural en productos culturales. Son pocas las iniciativas de promoción de la cultura y del arte como herramientas de desarrollo local y regional. Es escaso el diálogo entre las universidades públicas y la comunidad, agentes culturales y actores políticos. Esa situación apunta hacia un grave problema: en comparación con la tasa geométrica de crecimiento demográfico del estado de Goiás, que ha crecido cerca de un 9% entre 2012 y 2018, el municipio de Goiás tuvo un valor acumulado negativo de un 2,38% en el mismo período. 
No existe una política pública de estímulo a la economía. La disminución de la población es una contramedida: las políticas públicas sociales, específicamente en lo que se refiere a la educación, cultura y turismo, no ha logrado contener la migración de la población local para el centro de las grandes ciudades. 

## Características

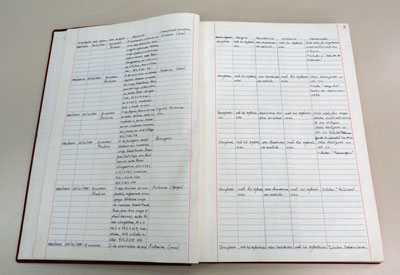
Ejemplar "Livro-tombo"

### Patrimonio material
El término "tombamento" se utiliza en Brasil en el sentido de proteger el patrimonio, a través de un acto administrativo. Cuando el patrimonio está "tombado" significa que está protegido, ya sea cultural, arquitectónico, medioambiental y también de valor afectivo para la población.

### Principales monumentos y museos
1. Iglesia de Nossa Senhora da Boa Morte. La principal tarjeta de presentación de la ciudad, la iglesia tiene pequeñas dimensiones y elegantes características. Construido en 1779 con diversas técnicas (ladrillo, adobe, pau-a-pique y piedra), tiene un estilo barroco típico, con una sola puerta y tres grandes ventanales en el nivel superior con un dintel de arco caído, un bloque coronado por un frontón ornamental de volutas. Tu nave tiene una forma de octágono irregular. Hoy se encuentra el Museo de Arte Sacro de Boa Morte, con una colección importante de piezas coloniales, incluyendo el mayor encuentro de esculturas de José Joaquim da Veiga Valle, importante escultor de imágenes sagradas.
2. Antiguo Ayuntamiento y Cárcel. Es un edificio de dos pisos, con rasgos austeros, sin ornamentos, construido en tierra apisonada. Construido en 1761 en lo alto de una colina, tiene un ambiente que favorece una impresión de monumentalidad. Hoy alberga el Museo de las Banderas.
3. Iglesia de Nossa Senhora do Carmo. Edificio de 1786 de gran sencillez, con puerta, dos ventanas y frontón triangularque contrasta con su interior bien decorado.
4. Iglesia de Nossa Senhora d'Abadia. Data de 1790, consta de nave, sacristía, coro y consistorio, también tiene una fachada sencilla y un frontón discreto, pero tiene el interior más rico de las iglesias locales, incluyendo un altar en una ha tan dorada y un techo pintado.
5. Palacio del Conde de Arcos. Antigua sede del gobierno, data de 1751 pero su fachada demuestra inspiración neoclásica, fruto de las reformas del siglo XIX, con un pórtico con el frontón tradicional triangular y una meseta que sustituye al primitivo alero.
6. Catedral de Santana. Construido a partir de 1929 sobre las ruinas de la antigua Matriz, tiene una fachada neoclásica simplificada, desarrollada en asociación con IPHAN, terminada en 1998.
7. Cuartel del XX. Grandes barracones militares construidos alrededor de un patio abierto. Su construcción data de 1747, siendo la fusión de una serie de viviendas particulares. Es el edificio oficial más antiguo del estado, pero ha sufrido varias modificaciones para lograr su configuración actual, que sin embargo aún conserva muchas características del siglo XVIII.
8. Sobrado da Real Fazenda. Gran mansión con características coloniales, algo modificada en el siglo XIX. Fue adquirido en el siglo XVIII por orden del Marqués de Pombal para albergar la Real Fazenda. Destacan sus balcones en el piso superior, su portal de piedra y su cuarto fuerte con tablones de madera reforzada, donde se guardaba el tesoro del Estado.
9. Casa de Fundición. Data de 1750 pero sufrió varios cambios internos y externos en la década de 1920, resultando en un aspecto ecléctico, con una gran entrada arqueada y columnas.
10. Fuente de cola. Gran fuente pública de tamaño arquitectónico, con frontón en volutas y pilastras rematadas en pináculos.
11. Fuente del Carioca. Fuente de piedra casi enterrada en el suelo, siendo la primera construida en la ciudad. Tiene un frontón simple en forma de triángulo.
12. Casa del obispo. Gran casa colonial.
13. Casa de Cora Coralina. Residencia del célebre poeta de Goiás, también de estilo típico colonial, que data de finales del siglo XVIII.

Además de estos monumentos, el Centro Histórico cuenta con impresionantes casas de los siglos XVIII y XIX.

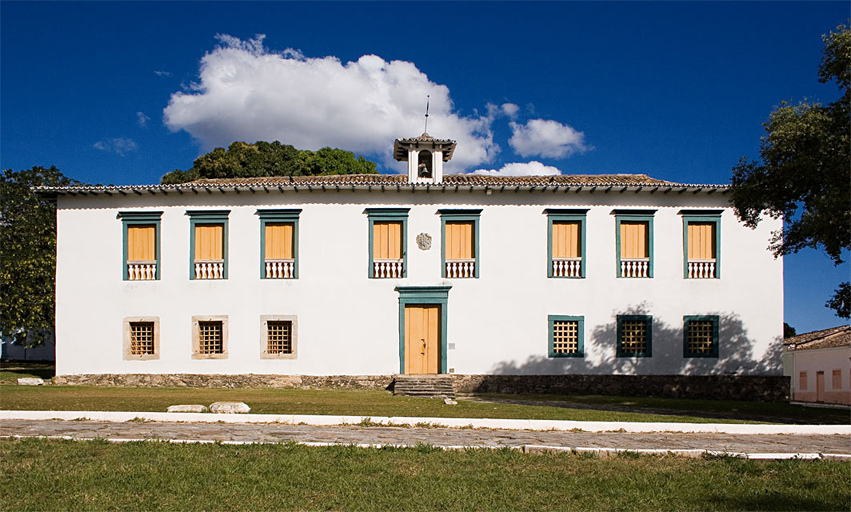
Antiga Casa da Câmara e Cadeia, atual MuBan
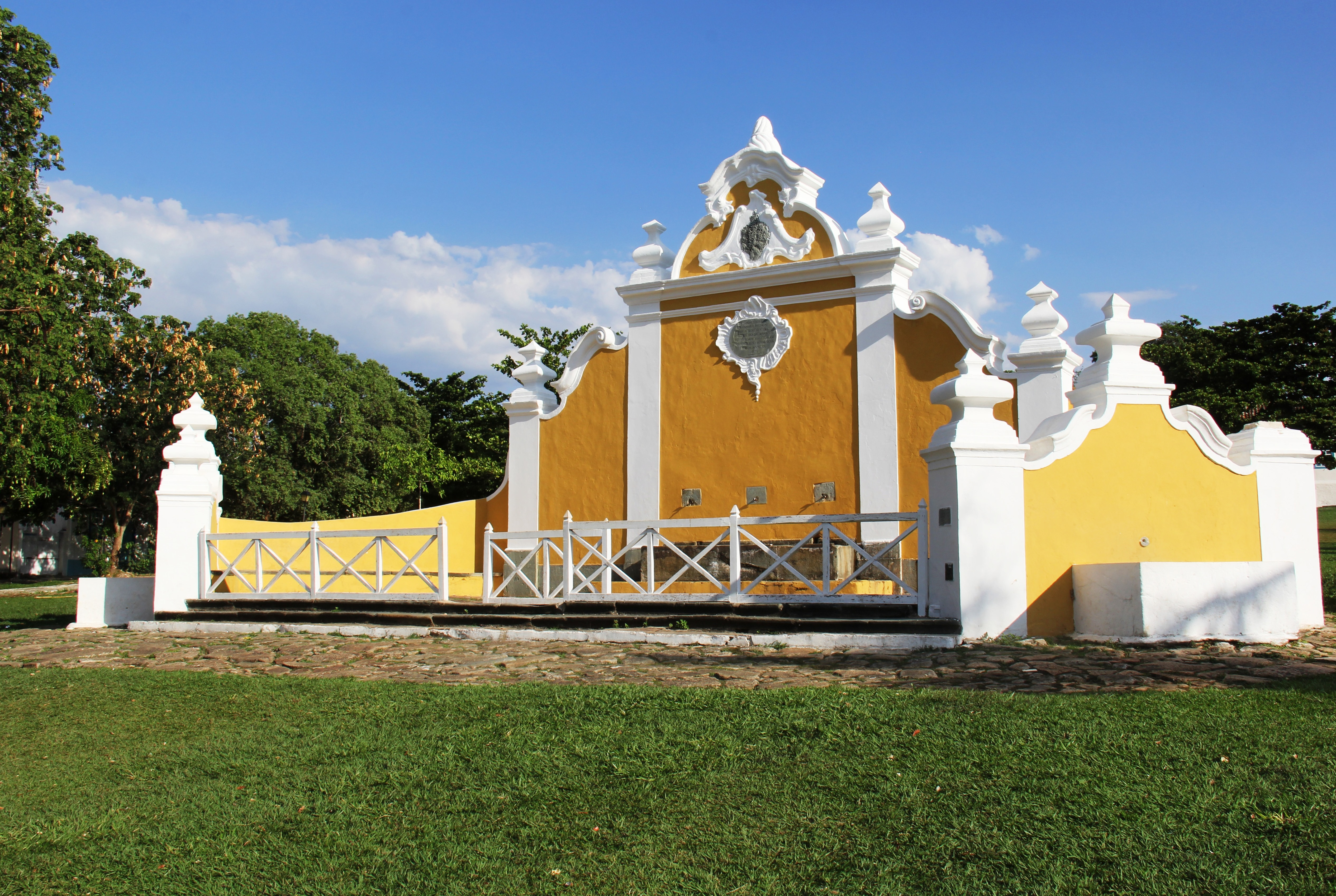
Chafariz de Cauda
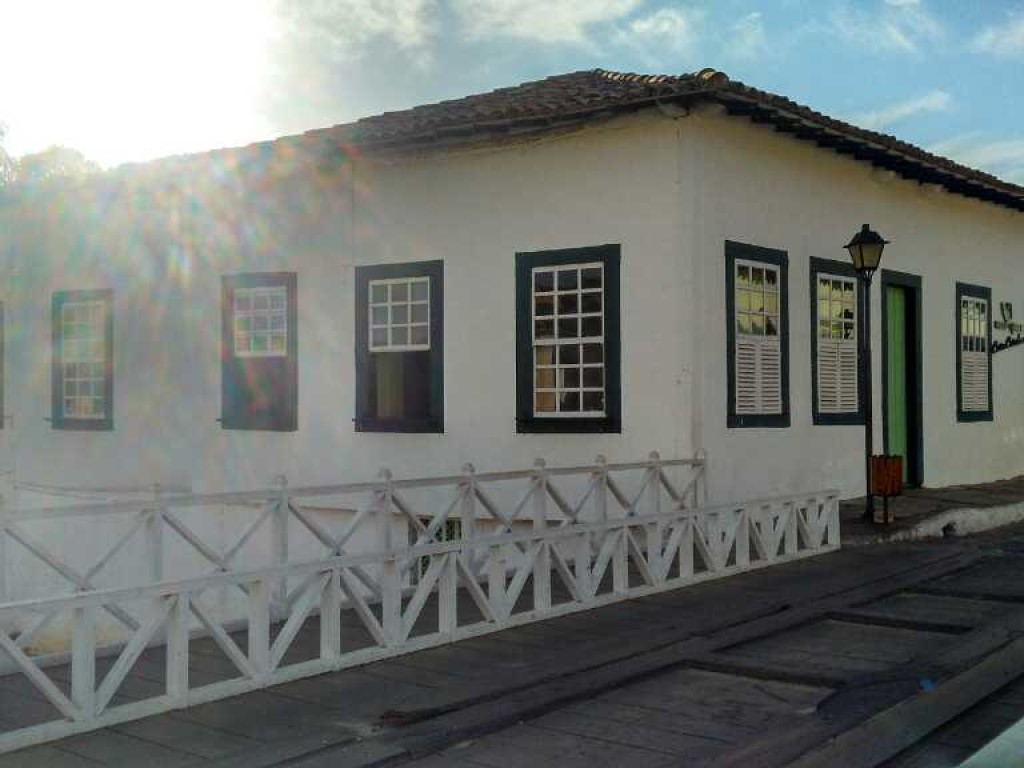
Casa de Cora Coralina
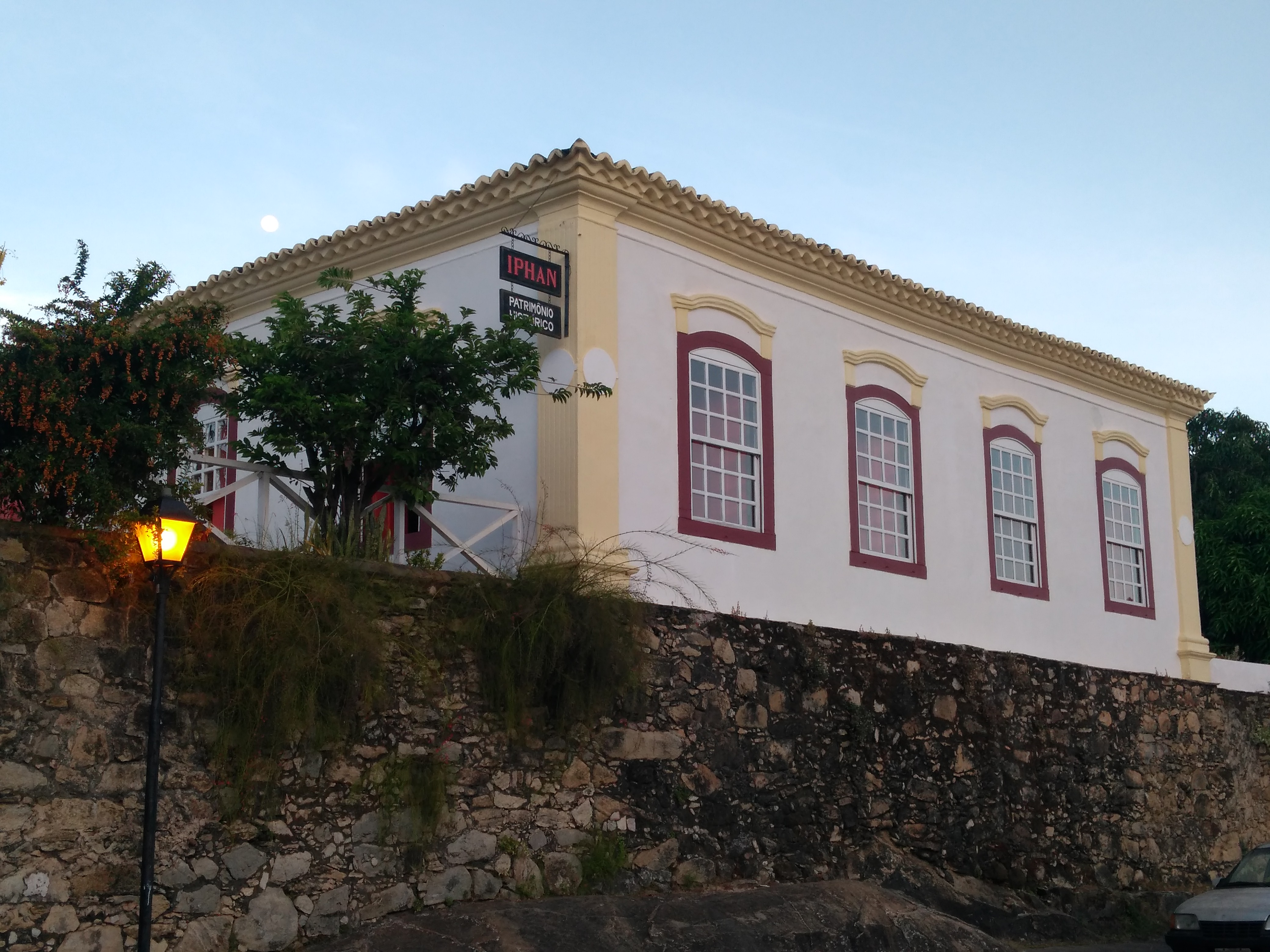
Casa do Bispo
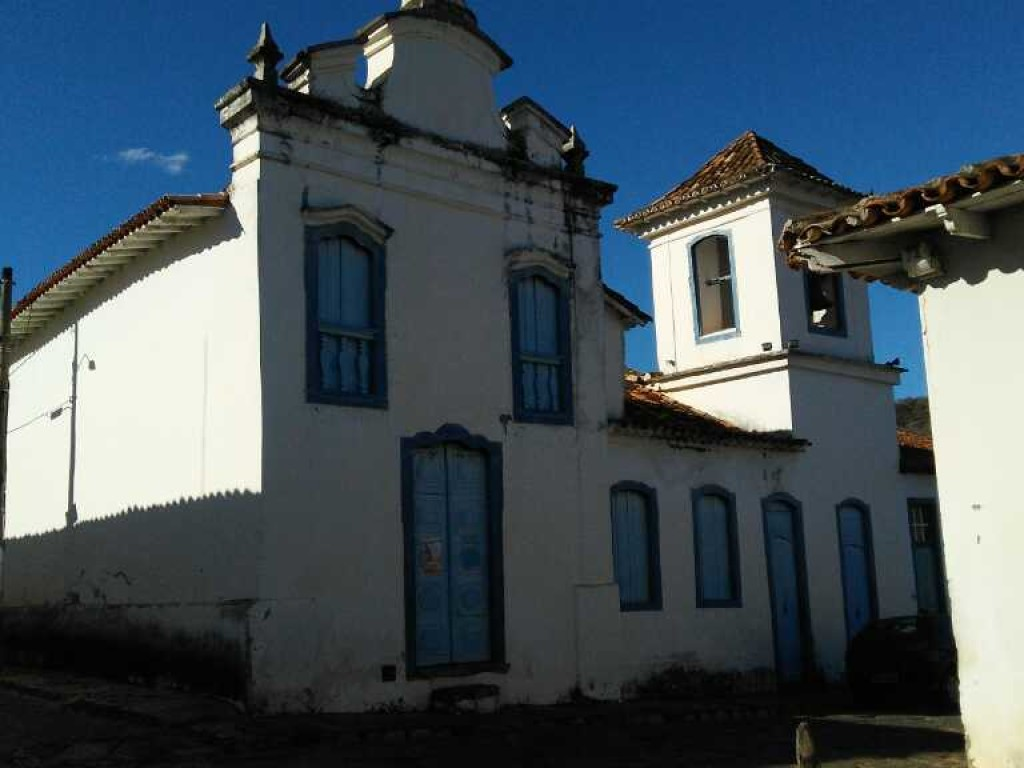
Igreja de Nossa Senhora d'Abadia
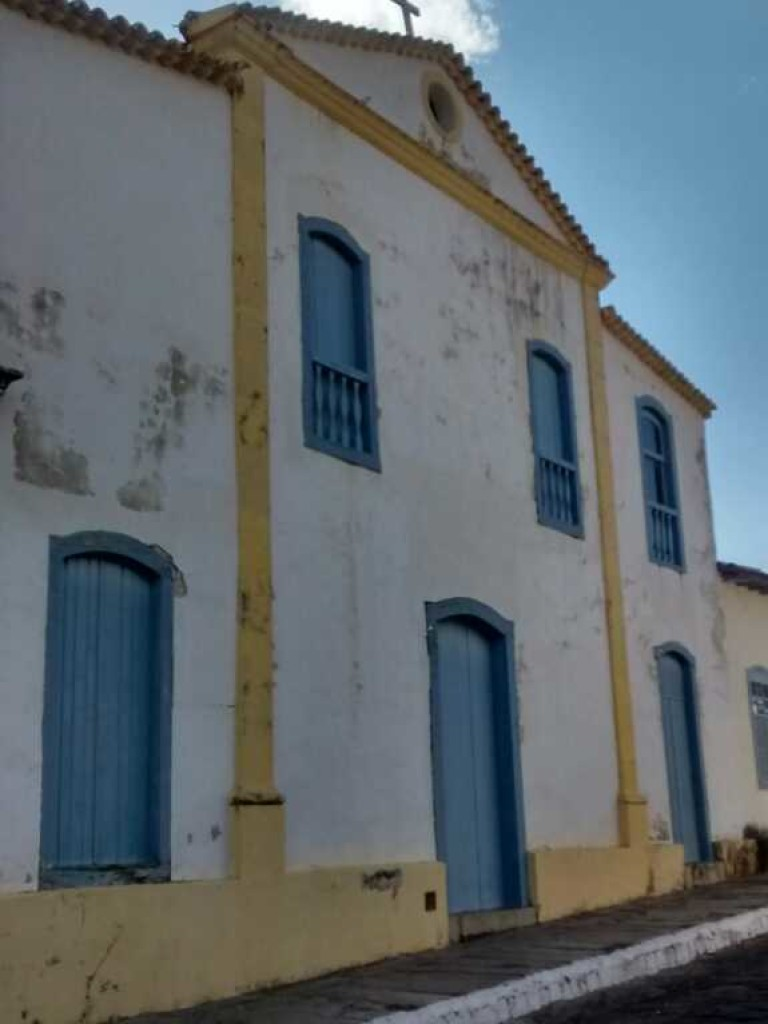
Igreja de Nossa Senhora do Carmo
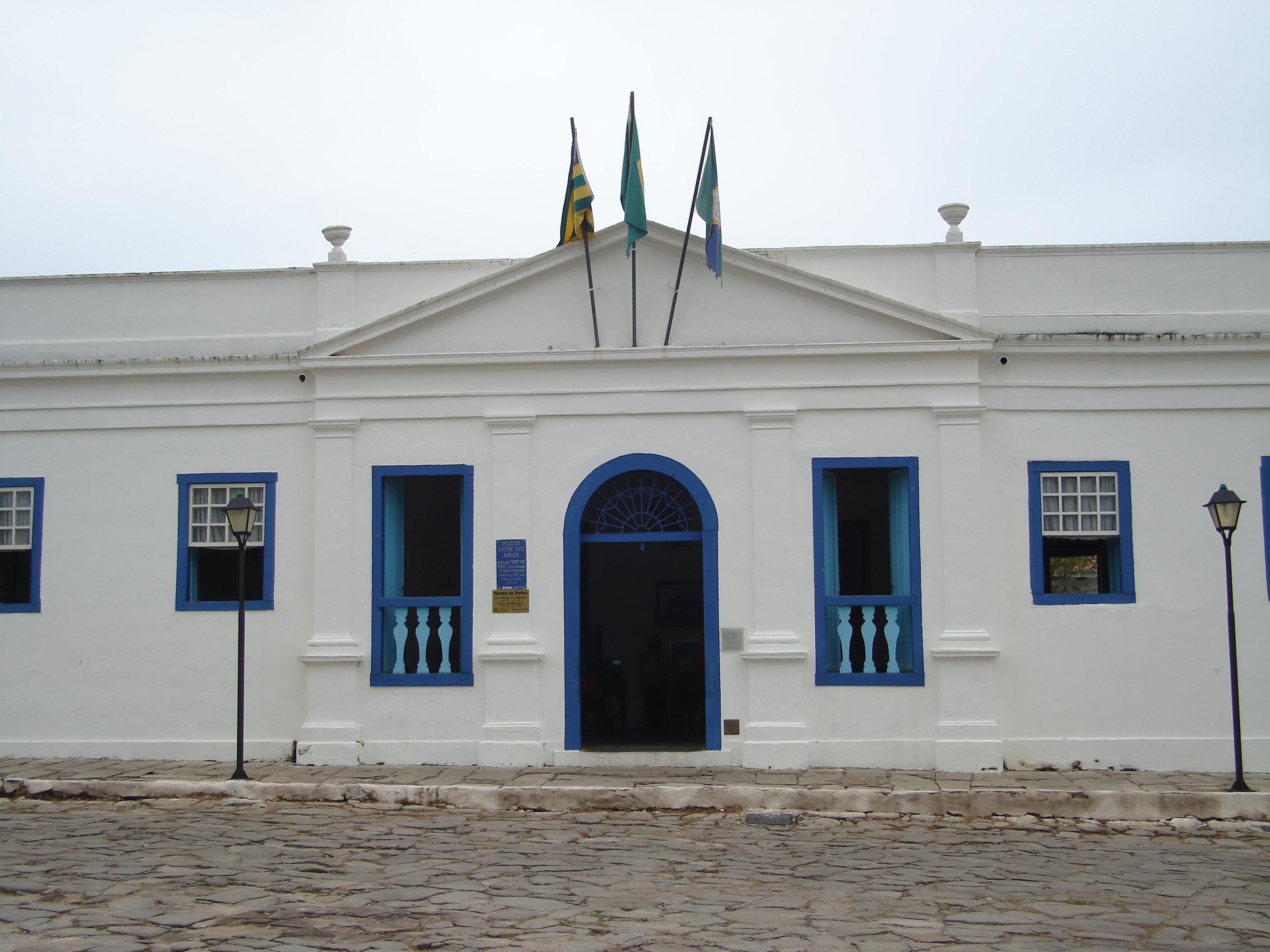
Palácio do Conde dos Arcos
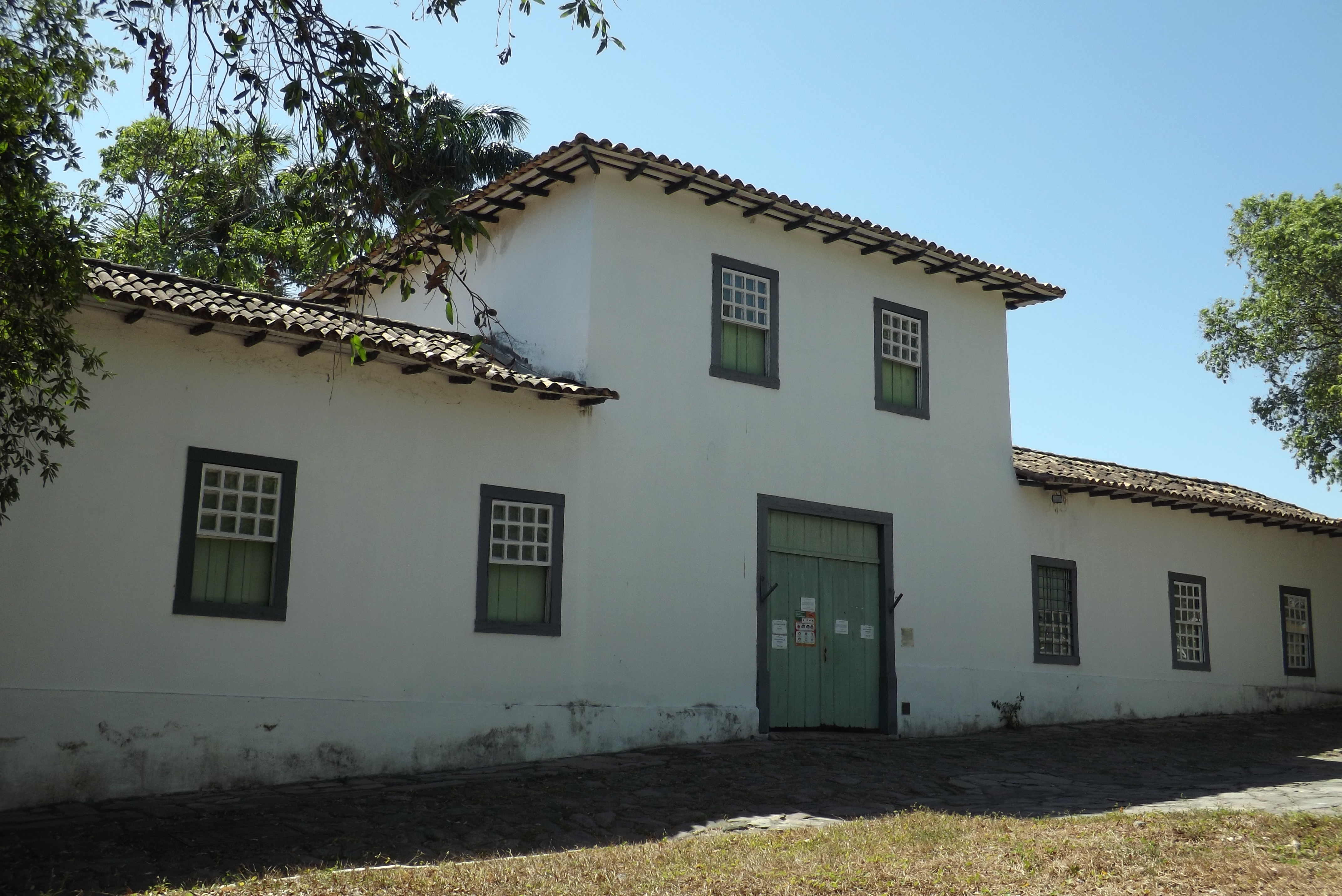
Quartel do XX

### Patrimonio Inmaterial
Formación del Patrimonio Inmaterial: con la transferencia de la capital del estado de Goiás para Goiânia, los vilaboenses sintieron una crisis de identidad y pasaron a realizar eventos que llamasen la atención de las personas hacia su ciudad. Estos actos culturales acabaron agregándose al modo de vida vilaboense, que tiene entre sus mejores ejemplos las obras de Veiga Valle, Cora Coralina y Goiandira Aires do Couto. También es emblemática la música característica de la ciudad y la gastronomía, como el empadão goiano, arroz com pequí y el zumo de frutas del cerrado, además de las diversas festividades celebradas anualmente, como el carnaval, las fiestas juninas, folia de reis, fiesta del Divino Espírito Santo, la Semana Santa y el Festival Internacional de Cine y Vídeo Ambiental (FICA). 

#### Procesión do Fogaréu
La procesión do Fogaréu es el principal símbolo del patrimonio inmaterial de Goiás. Ocurre todos los miércoles de la Semana Santa, a las 24:00 horas. 
Según la tradición, un grupo de personas sale a las calles de Goiás con antorchas en las manos, largas túnicas y sombreros en forma de cono que esconden toda la cabeza y el rostro. Esas personas, los farricocos, reproducen de forma teatral la persecución y prisión de Cristo por los soldados romanos, según el relato bíblico. 
- Origen: Procesión Do Fogaréu, Ciudad de Goias -GO, Brasil

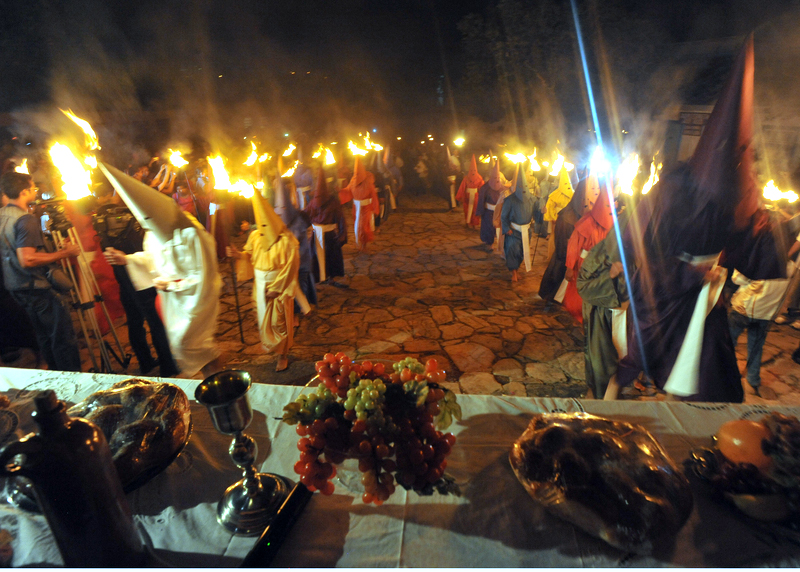
Procesión Do Fogaréu, Ciudad de Goias -GO, Brasil

Esta tradición comenzó como un rito de tradición europea que llegó a Goiás en 1745 por las manos del padre João Perestelo de Vasconcellos Espíndola, en la que 5 hombres vestidos casualmente con antorchas en las manos salían corriendo por las calles representando la persecución a Cristo. Según un documento referente a la inauguración de la catedral de Santana, ese festejo dejó de practicarse en el siglo XIX. Sin embargo, según la artista e investigadora de tradiciones Goiandira, la procesión nunca dejó de realizarse por completo. 
Más tarde, inspirados en las celebraciones del aniversario de la ciudad de Río de Janeiro, la OVAT pasó a confeccionar los figurines usados en la procesión y le pidió autorización al Obispo D. Abel para realizar la procesión en Semana Santa. A partir de entonces, los farricocos comenzaron a salir en procesión los jueves a las 23:00, junto con la procesión de Nosso Senhor dos Passos, pero tuvieron que cambiar el día de la semana para los miércoles, puesto que la agenda de los jueves estaba sobrecargada. 
- Itinerario de la procesión:

Los farricocos empiezan la procesión saliendo de la iglesia de Boa Morte; caminan descalzos marchando al son de tambores hasta la iglesia del Rosario, en donde se representa la santa cena y se interpreta el diálogo a seguir: “¿A quién buscáis?”, “A Jesús de Nazaré.”, “¿Por qué lo buscáis?”, “Porque Él es un falso profeta que se dice nuestro Rey”, “¿Un falso profeta? ¿Pero no estuvo Él entre vosotros, curando a los enfermos, dándole visión a los ciegos, resucitando a los muertos y con sus enseñanzas guiando vuestros pasos por los caminos de la vida?”, “Pero Él blasfemó al decir-se Hijo de Dios y Rey de todos nosotros.”, “Pero su reino no es de este mundo, es de un reino que está por venir, un reino de verdad y de vida, reino de santidad y de gracias, reino de justicia, amor y paz.”, “Pero ¿dónde está Jesús de Nazaré?”, “¡No lo sabemos! Id por las calles y buscadlo entre los simples, entre los puros de corazón y entre los hombres que lo han escuchado y talvez descubriréis un verdadero profeta, quien sabe, el Hijo de Dios.”. 
Tras el diálogo, las músicas barrocas locales se hacen escuchar y los farricocos se dirigen a la iglesia de San Francisco, que representa el Monte de los Olivos – donde se representa la prisión de Cristo y se levanta el estandarte en el que una réplica de la obra de Veiga Valle representa a Jesús castigado, al son de clarines y tambores. 
En seguida, se realiza la homilía del Obispo, que tiene una duración aproximada de 30 minutos, y la procesión parte hacia la iglesia da Boa Morte, donde se representa el final del ritual con el juzgamiento de Jesús.

#### Gastronomía
ALEGO (Comisión de Constitución, Justicia y Redacción de la Asamblea Legislativa de Goiás) aprobó el proyecto de ley encargado de declarar a los famosos pit-dogs como patrimonio cultural inmaterial. 
Esta ley era ampliamente esperada, ya que es necesario que los empresarios y empleados de esta línea de negocio sean reconocidos, puede ser responsable deconceder acceso a una línea de crédito para los propietarios y así acogerlos como empresarios. 
Además, los pit-dogs, que son conocidos en otros lugares por los remolques, han sido parte de las calles de Goiás durante más de 50 años y ganan la población por ser bocadillos rápidos y sabrosos. 
- Historia del pit dog:

El origen de esta comida típica tan apreciada es incierto, pero existen algunas versiones de cómo habría surgido. 
En 1972, dos hermanos decidieron abrir una sandwichera con el nombre de 'perrito' en honor a su perro, más tarde el nombre se fusionó con una idea formando Petit-dog (mezcla del inglés y el francés) que se conoció como Pit-dog. El Pit-Dog original, que nació en la calle 7 del Centro, duró tres años hasta que se vendió y el modelo de negocio ha sido y sigue siendo copiado hasta el día de hoy. 
- Algunos platos típicos:

Goiano Empadão (empadana):

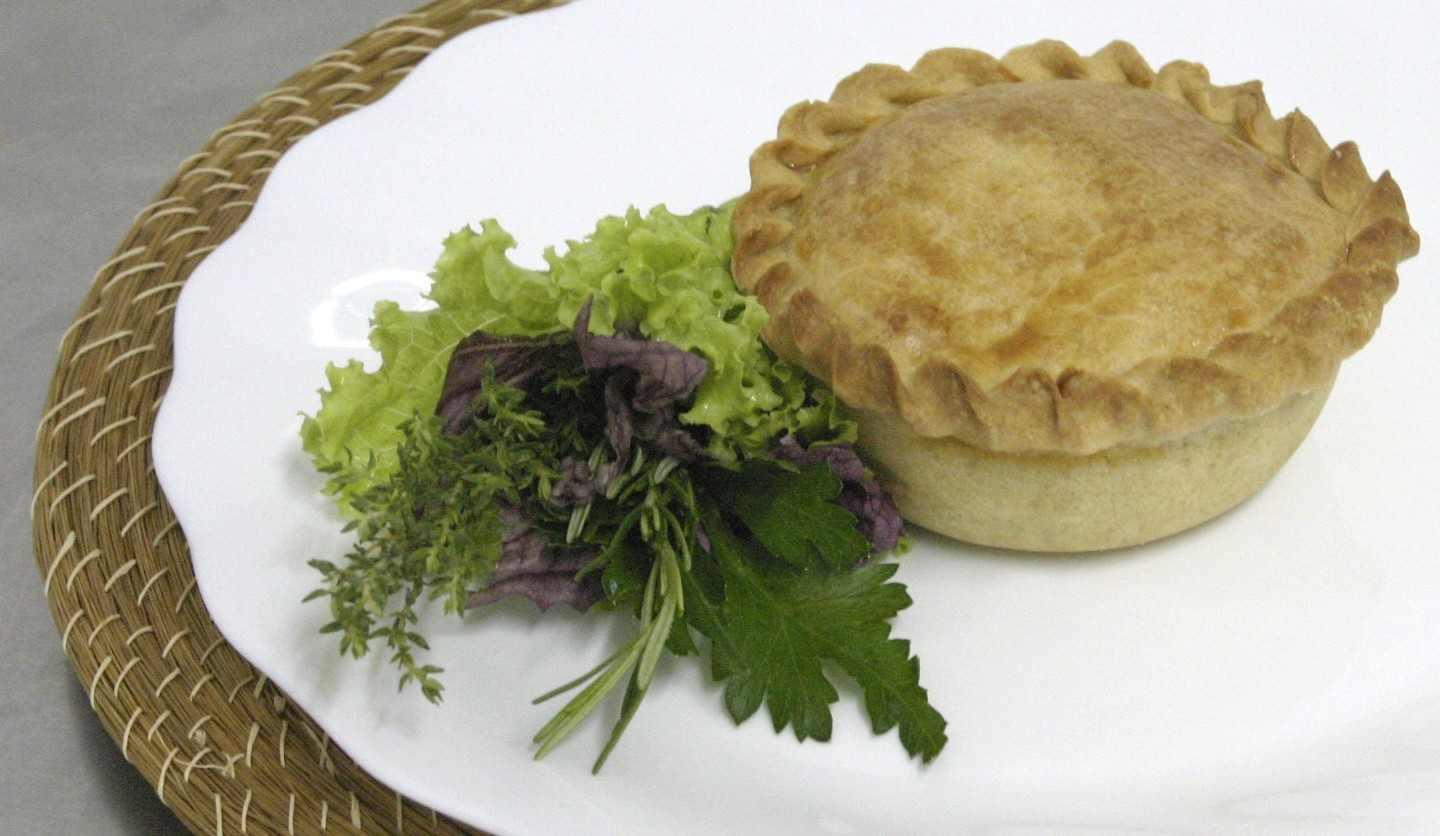
"Empadão Goiano"

Se puede encontrar en diferentes formas y tamaños, puede tomar más ingredientes y rellenos dependiendo del contexto que se consumirá. 
La base inicial es: 
- Harina de trigo a la portuguesa 
- aceituna europea 
- salsa de pollo a la moda de la casa 
| Empanadas                      | Ocasión                                                                                       |
| ------------------------------ | --------------------------------------------------------------------------------------------- |
| Empanada de 10 cm              | Sociabilidad; individualización; mercancías                                                   |
| Empanada de 14 cm              | Sociabilidad; individualización; mercancías.                                                  |
| Empanada de 20 cm              | Tradicional; identidad emblemática.                                                           |
| Empanada redonda de 36 cm      | Navidad; Semana Santa; Día de la Madre; agregación familia y ritual de comensalidad familiar. |
| Empanada convencional de 38 cm | Ritual de comensalidad, agregación familiar.                                                  |

Pastel de arroz
Se elabora en restaurantes y cafeterías, se puede preparar para el transeúnte, envasado en placa de poliestireno y rollo de 'pvc'. 

Esta comida es referida como un producto típico que se encuentra en la ciudad, es un bizcocho dulce que se prepara con: 

- harina de arroz
- cerdo porcino (algunas personas sustituyen el aceite vegetal)
- huevos
- azúcar
- hierba dulce, para dar "un sabor extra".

Dicen que la receta del bizcocho de arroz venía en un dispositivo chino 'paloma azul' -que incluso es descrita por Cora Coralina- pero vale recordar que este alimento es originario de Mato Grosso de donde lo trajo doña Inés (ella era pastelera de ciudad) y dicen que muchos ingresos provenían de ella y sus doncellas.

#### Caramelo de piel de limón con dulce de leche
Además de las recetas transmitidas de generación en generación, se puede observar que también hay nuevas recetas inventadas por los aldeanos que son muy creativos como es el ejemplo del caramelo de piel de limón con caramelo de leche. 
En este dulce solo se utiliza la 'cáscara' del limón sin su relleno, después de hervir, la '' cáscara '' se pasa por un proceso de endulzamiento y se coloca en un almíbar azucarado. 
Después de frío, la cáscara de limón se rellena con dulce de leche y luego se restaura a su aspecto original. 

#### Pastelinho
Es una masa abierta que lleva: 
- Banha
- Harina de trigo
- Leche
- Huevos

En este caso, su forma es la de un pastel abierto, con un relleno cremoso de dulce de leche y un sutil pizca de canela por encima, hay otra versión en la que se cierra y se rellena, pero no recibe la canela. 

#### Alfenim
La palabra se deriva del árabe "al-fenid" que significa: "que es blanco". 

Es un dulce muy popular en la ciudad de Goiás y se necesita un dulce panadero con agilidad para no dejar que la masa se salga de la punta, la masa una vez seca no se puede reutilizar, este hecho se debe a que el almidón se mezcla en la masa. 
La base de este delicioso caramelo es: 
- 1 kg de azúcar refinada
- Caldo de limón
- Polvilho

Es necesario tirar la masa en una tabla fría hasta que la masa "reviente" y quede bien apuntada, luego de este proceso la repostera decide la forma en la que transformará el dulce: animales, flores, mascotas, etc. Después del proceso modelado, el caramelo necesita reposar al sol durante 2 horas (solo esta vez para que no se caiga) y debe hacerse por la tarde o por la mañana.

### Cora Coralina

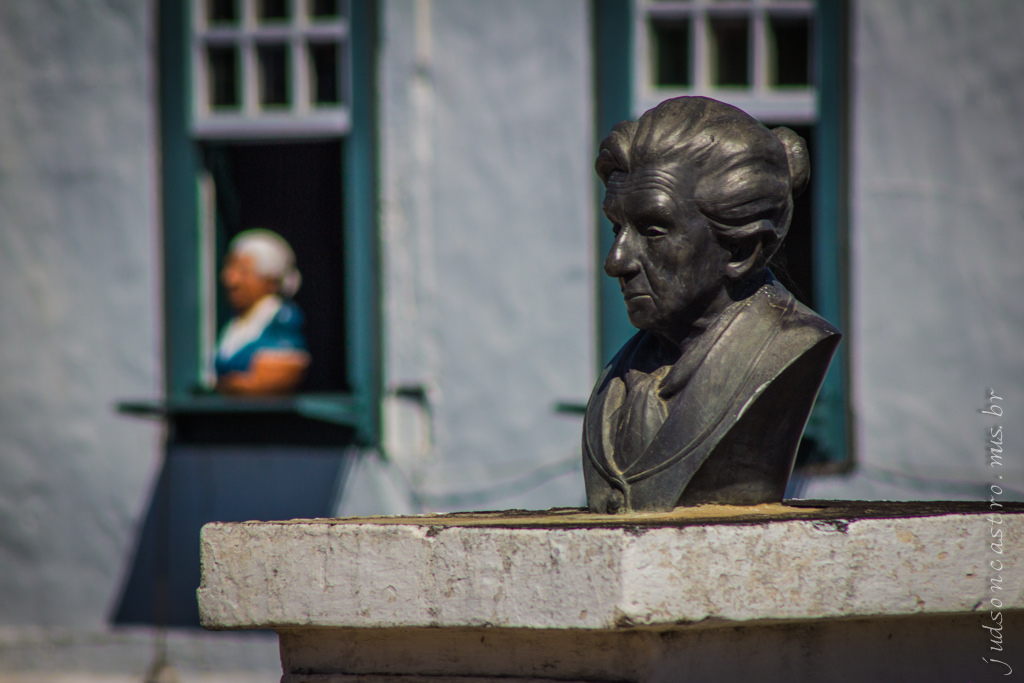
Museo Casa de Cora Coralina, Ciudad de Goias-GO, Brasil